# Joseph Fitzgerald
Joseph Fitzgerald   (Massachusetts, 10 d'octubre de 1904 - Needham, 20 de març de 1987) va ser un jugador d'hoquei sobre gel estatunidenc que va competir durant les dècades de 1920 i 1930.
El 1932 va prendre part en els Jocs Olímpics de Lake Placid, on guanyà la medalla de plata en la competició d'hoquei sobre gel.